# Vesna Slapar
Vesna Slapar, slovenska gledališka in filmska igralka; * 3. julij 1974, Kranj.

## Življenje
Rodila se je leta 1974 v Kranju, kjer je obiskovala osnovno šolo, gimnazijo pa v Škofji Loki. Leta 1993 se je vpisala na Akademijo za gledališče, radio, film in televizijo v Ljubljani; diplomirala je leta 1997. Med študijem je sodelovala z različnimi slovenskimi gledališči (SNG Drama Ljubljana, Gledališče Ptuj), po diplomi, leta 1998 pa se zaposlila v Prešernovem gledališču Kranj, katerega članica je še vedno. Sodeluje tudi pri predstavah izven PG Kranj, igra pa tudi v filmih, nadaljevankah, sodeluje pri vodenju oddaj in sinhronizaciji risank.

### Filmografija

#### Filmi[4]
- 2000 – Oda Prešernu
- 1998 – Brezno
- 1997 – Triptih Agate Schwarzkobler (TV film)
- 1995 – Poletna idila (TV film)

#### Televizija[4]
- 2017−2018 − Mame (nanizanka)[5]
- 2017−2018 − Dragi sosedje (nanizanka)[5]
- 2000 – Peta hiša na levi (nadaljevanka)
- 1999, 2000 – Lahkih nog naokrog (TV oddaja)

### Nagrade
- 2023 – nagrada žlahtna komedija po izboru strokovne žirije[3]
- 2021 – posebna nagrada strokovne žirije ter nagrada okrogle mize kritikov na festivalu Gledališče na križišču (Teatar na raskršću)[3]
- 2014 – Severjeva nagrada[4]
- 2008 – nagrada Združenja dramskih umetnikov Slovenije za igralske dosežke[4]

## Zasebno
Poročena je z glasbenikom Urošem Rakovcem. Je mati dveh sinov.